# Salvia interrupta
Salvia interrupta es una especie de planta herbácea de la familia de las lamiáceas.  Es originaria de Marruecos en las Montañas del Atlas, donde crece a una altitud de entre 400 a 460 metros en los bosques sombreados arbóreos y en las laderas de piedra caliza.

## Descripción
Salvia interrupta tiene hojas tri lobuladas de color verde manzana de varios tamaños, con pelos cortos de color blanco en la parte inferior, con la planta que aparece desde una roseta basal. Los tallos de las flores crecen hasta 0,5 metros, con verticilos de 5-10 flores que crecen en pequeños pedúnculos ampliamente espaciados a lo largo del tallo.  Las flores son grandes, de casi 4 cm y color violeta, con un labio inferior ancho que tiene en su centro dos líneas distintivas que llevan a los insectos a las glándulas de polen y néctar en su interior. Los tallos son cuadrados cuando son jóvenes, convirtiéndose en redondos cuando maduran, con dos líneas distintas oscuro púrpura-marrón corriendo por la longitud del tallo. La planta se confunde a veces con Salvia candelabrum, que tiene hojas indivisas, en comparación con S. interrupta. 

## Cultivo
En el cultivo, la floración suele comenzar a finales de primavera o principios de verano y se repite en octubre.  En 1933 en el clásico The Flower Garden Inglés, William Robinson describió a Salvia interrupta como una de las plantas de la frontera más bellas. Los tallos florales tienden a perderse en medio de otras plantas, por lo que es mejor para el frente de los jardines, donde su follaje es también ordenado cuando no está en flor. 

## Historia
Salvia interrupta fue descrita científicamente por primera vez en 1801 por el botánico danés Peder Kofod Anker Schousboe, que fue el cónsul danés en Tánger desde 1801 hasta 1832.  Schousboe era un ávido coleccionista de plantas para el Jardín Botánico de la Universidad de Copenhague  y describió muchas especies de Marruecos y Mauritania. Antes de su descripción oficial de 1801, la mencionó por primera vez en una encuesta no oficial de la flora marroquí en 1791-1793 por Schousboe. Poco después de su descubrimiento, S. interrupta fue traída a Europa en algún momento antes de 1870. Más de cien años después, la planta ha crecido ampliamente tanto en América del Norte y Europa continental.

## Taxonomía
Salvia interrupta fue descrita por el botánico danés, Peter Schousboe que fue cónsul de Dinamarca en Tánger desde 1801 a 1832. y publicado en Iagttagelser over Vextriget i Marokko... 18. 1800.
Etimología
Ver: Salvia
interrupta: epíteto latino atribuido a la "elegancia de la for"(?). 
Sinonimia
- Salvia paui Maire[7][8]